# Lambdina aliaria
Lambdina aliaria är en fjärilsart som beskrevs av Walker 1860. Lambdina aliaria ingår i släktet Lambdina och familjen mätare. Inga underarter finns listade i Catalogue of Life.